# Lijst van Europese wedstrijden van FK Jelgava
De Letse voetbalclub FK Jelgava speelt sinds 1993 wedstrijden in Europese competities. Hieronder volgt een overzicht van de gespeelde wedstrijden per seizoen.
Jelgava
| Seizoen | Competitie   | Ronde | Land              | Club               | Totaalscore | 1e W    | 2e W     | PUC |
| ------- | ------------ | ----- | ----------------- | ------------------ | ----------- | ------- | -------- | --- |
| 1993/94 | Europacup II | Q     | Vlag van Faeröer  | Havnar B Tórshavn  | 1-3         | 1-0 (T) | 0-3R (U) | 2.0 |
| 1995/96 | UEFA Cup     | Q     | Vlag van Wales    | Afan Lido FC       | 2-1         | 2-1 (U) | 0-0 (T)  | 3.0 |
|         |              | 1R    | Vlag van Moldavië | FC Zimbru Chisinau | 1-3         | 0-1 (U) | 1-2 (T)  | 3.0 |

FK Universitate
| Seizoen | Competitie    | Ronde        | Land                   | Club               | Totaalscore  | 1e W    | 2e W       | PUC |
| ------- | ------------- | ------------ | ---------------------- | ------------------ | ------------ | ------- | ---------- | --- |
| 1996/97 | Europacup II  | Q            | Vlag van Liechtenstein | FC Vaduz           | 2-2 (2-4 ns) | 1-1 (T) | 1-1 nv (U) | 2.0 |
| 1997    | Intertoto Cup | Groep 7      | Vlag van Turkije       | Istanbulspor       | 1-5          | 1-5 (T) |            | 0.0 |
|         |               | Groep 7      | Vlag van Hongarije     | Vasas SC Boedapest | 0-3          | 0-3 (U) |            | 0.0 |
|         |               | Groep 7      | Vlag van Duitsland     | Werder Bremen      | 0-3          | 0-3 (T) |            | 0.0 |
|         |               | Groep 7 (5e) | Vlag van Zweden        | Östers IF          | 1-2          | 1-2 (U) |            | 0.0 |

FK Jelgava
| Seizoen | Competitie    | Ronde | Land                     | Club                 | Totaalscore | 1e W    | 2e W    | PUC |
| ------- | ------------- | ----- | ------------------------ | -------------------- | ----------- | ------- | ------- | --- |
| 2010/11 | Europa League | 2Q    | Vlag van Noorwegen       | Molde FK             | 2-2 u       | 0-1 (U) | 2-1 (T) | 1.0 |
| 2014/15 | Europa League | 1Q    | Vlag van Noorwegen       | Rosenborg BK         | 0-6         | 0-4 (U) | 0-2 (T) | 0.0 |
| 2015/16 | Europa League | 1Q    | Vlag van Bulgarije       | Litex Lovetsj        | 3-3 u       | 1-1 (T) | 2-2 (U) | 2.0 |
|         |               | 2Q    | Vlag van Noord-Macedonië | FK Rabotnički Skopje | 1-2         | 1-0 (T) | 0-2 (U) | 2.0 |
| 2016/17 | Europa League | 1Q    | Vlag van IJsland         | Breiðablik Kópavogur | 5-4         | 3-2 (U) | 2-2 (T) | 3.5 |
|         |               | 2Q    | Vlag van Slowakije       | Slovan Bratislava    | 3-0         | 0-0 (U) | 3-0 (T) | 3.5 |
|         |               | 3Q    | Vlag van Israël          | Beitar Jeruzalem     | 1-4         | 1-1 (T) | 0-3 (U) | 3.5 |
| 2017/18 | Europa League | 1Q    | Vlag van Hongarije       | Ferencvárosi TC      | 0-3         | 0-2 (U) | 0-1 (T) | 0.0 |

Totaal aantal punten voor UEFA coëfficiënten: 13.5